# Jan Gemrot
Jan Gemrot (* 25. listopadu 1983 Praha) je český malíř a vizuální umělec.

## Život
Upozornil na sebe už u přijímacího řízení na Akademii výtvarných umění v Praze. Díky jeho mimořádnému talentu mu byla udělena výjimka, a nastoupil tak na Akademii do ateliéru klasické malby Zdeňka Berana již po ukončení třetího ročníku střední Výtvarné školy Václava Hollara. Již za studia několikrát vystavoval na samostatných výstavách a také se zúčastnil velké řady výstav skupinových. Jeho diplomová práce – cyklus Únos – byla zakoupena do sbírky současného umění DvorakSec contemporary. Od roku 2011 je zastoupen i ve sbírkách Národní galerie v Praze. Tvorba Jana Gemrota je syntézou či psychologickou exkurzí do problémů současné společnosti. Gemrot přistupuje k tématům obrazů s realistickým, či spíše hyperrealistickým projevem, jenž je někdy přerušován gestičtějším, expresivním rukopisem. Prostřednictvím konkrétního vizuálního prvku usiluje o vyjádření těžko uchopitelného pocitu a atmosféry, tedy o silné psychologické působení obrazu. Svým brilantním výtvarným podáním rozvíjí příběh, v němž však vždy zůstává něco nedořčeno pro projekci divákova osobního stanoviska. Naléhavost jeho umělecké výpovědi je nepřehlédnutelná. Propojení mistrovské malířské virtuozity s intenzivním, až šokujícím obsahem rozehraným v několika interpretačních rovinách, spolu s konceptuálním uvažováním staví Jana Gemrota na jednu z předních pozic současné mladé umělecké scény. Svými výstavami šokuje a zároveň připoutává pozornost odborné i široké veřejnosti. O jeho dílo je mezi sběrateli mimořádný zájem. Jan Gemrot je od roku 2020 exkluzivně zastupován galerií Adolf Loos Apaprtment and Gallery.

## Studia
- 2002–2008 Akademie výtvarných umění v Praze
- 1999–2003 Výtvarná škola Václava Hollara v Praze

## Samostatné výstavy
- 2022 - "JAN GEMROT: Observace", výstavní síň Adolf Loos Apartment and Gallery v Expo 58 ART, Praha
- 2020 - "JAN GEMROT: V čase změny", výstavní síň Adolf Loos Apartment and Gallery v Mánesu, Praha
- 2019 - "Cesta k nadvědomí", galerie GAP, Znojmo
- 2018 - "SAG MIR WO DIE BLUMEN SIND", alina ART GALERIE, Leipzig, Německo
- 2018 - "NEW HORIZONS", Pro arte gallery, Vratislavský palác, Praha
- 2018 - "FIGURACE, METAMORFOZY A VĚZNI", Galerie Art Chrudim, Chrudim
- 2017 – „Koncepty a skici“, Galerie K, Český Brod
- 2016 – „I am the Night“, Galerie Peron, Praha
- 2011 – „Paralelní světy“ (společně s Pavlem Vašíčkem), Galerie Michal’s Collection, Praha
- 2011 – „Something else“ (společně s Alešem Brázdilem), Galerie Dea Orh, Praha (katalog)
- 2011 – „WAR ART“, Galerie 21. století, Praha
- 2011 – „Metaplasia“, The Icon Gallery, Praha
- 2010 – „Ikebana mortis“, Galerie Michal’s Collection, Praha
- 2010 – „Na vlastní oči“ (společně s Karlem Balcarem), Výstavní síň Chrudim v Divadle Karla Pippicha, Chrudim (katalog)
- 2009 – „Psychologický portrét“, Galerie Peron, Praha
- 2009 – „V zrcadle skutečnosti“ (společně s Markétou Urbanovou, Radkem Nivnickým a Martinem Skalickým), Galerie Kotelna, Říčany (katalog, CD–ROM)
- 2008 – „Lyrická brutalita“ (společně s Alexandrou Jiříčkovou a Markétou Urbanovou), Galerie XXL, Louny (brožura)
- 2005 – „Práce“ (společně s Markem Slavíkem), Vratislavský palác, Praha
- 2004 – „Umři v nádheře“, Galerie Školská 28, Praha
- 2000 – „Kresby“, VŠVH, Praha

## Skupinové výstavy
- 2017 – „Trikadelia aneb Tři strany jedné mince“ (společně s Jakubem Geltnerem, Jaroslavou Kadlecovou, Davidem Možným, Janem Šrámkem a Veronikou Vlkovou), Galerie NoD, Praha
- 2016 – „Český [hyper]realismus“, Galerie kritiků, Palác Adria
- 2012 – „Gloria Slavia“, Galerie Michal’s Collection, Praha
- 2012 – „Nedávní absolventi AVU – školy ZB“, Galerie Navrátil, Praha
- 2012 - „Maska v tvorbě současných umělců“, Galerie Millennium, Praha
- 2012 – „Artprague 2012“, výstavní síň Mánes, Praha (katalog)
- 2011 – „Kromě Alenky – Říše za zrcadlem“, Galerie Národního divadla v Brně, Divadlo Reduta, Brno (katalog)
- 2011 – „Originalní a perspektivní“, Bohemia Modern Art Gallery, Prague (katalog)
- 2011 – „Ze soukromé sbírky V. Kleindiensta“, Muzeum T. G. M., Nové Strašecí
- 2011 – „Kromě Alenky – Říše za zrcadlem“, Galerie Orlovna, Kroměříž (katalog)
- 2011 – „Hyper-r-r“, ArtPro Gallery, Praha (katalog)
- 2011 – „Galerie Peron představuje“, Muzeum T. G. M., Nové Strašecí
- 2011 – „Devine decay“, Artbanka Museum of Young Art (AMoYA), Praha
- 2011 – „Artprague 2011“, výstavní síň Mánes, Praha (katalog)
- 2011 – „Zklamání z ráje 2“, Galerie UFFO, Trutnov (katalog)
- 2011 – „Figurama 11 / Artelerie“, nová budova FA ČVUT, Praha
- 2010 – „Pedagogové“, Galerie Portheimka, Praha (katalog)
- 2010 – „Fanatique“, Galerie Kotelna, Říčany (katalog)
- 2010 – „Art for Life 2010“, The Icon Gallery, Praha
- 2010 – „Zklamání z ráje“, Novoměstská radnice, Praha (katalog)
- 2010 – „Letní koktejl“, Galerie Michal’s Collection, Praha (katalog)
- 2010 – „Artprague 2010“, výstavní síň Mánes, Praha (katalog)
- 2010 – „Proměny / Mystic“, Galerie Národního divadla v Brně, Divadlo Reduta, Brno
- 2010 – „120 × 120“, Gallery 66, Praha
- 2009 – „A Coma-like state“, Gallery Art Factory, Praha
- 2009 – „Art for Life“, The Chemistry Gallery, Praha
- 2009 – „Arskontakt“, Galerie Jižního křídla Nové radnice, Brno (katalog)
- 2009 – „Arskontakt“, Galerie Lapidárium, Praha (katalog)
- 2009 – „Návraty Komety / Český komiks 1989–2009“, Novoměstská Radnice, Praha (katalog)
- 2009 – „Bohnice XI.“, klub V. kolona – Bohnice, Praha
- 2009 – „Definice krásy“, Galerie S.V.U. Mánes Diamant, Praha, (katalog)
- 2009 – „JungArt“, Galerie Dolmen, Brno
- 2009 – „JungArt“, Galerie Dolmen, Praha
- 2009 – „Letní koktejl“, Galerie Michal’s Collection, Praha
- 2009 – „Artprague 2009“, výstavní síň Mánes, Praha (katalog)
- 2009 – „Contemporary cz“, Gallery Art Factory, Praha
- 2009 – „Czech meeting“, galerie Atelier A, Vídeň
- 2009 – „Velmi křehké vztahy“, galerie Armaturka, Ústí nad Labem (katalog)
- 2009 – „Návraty Komety / Český komiks 1989–2009“, Galerie U Dobrého pastýře, Brno (katalog)
- 2009 – „Musíme...“, Galerie S.V.U. Mánes Diamant, Praha, (cd–rom katalog)
- 2009 – „Stále naživu / Still alive – Bohnice X“, klub V. kolona – Bohnice, Praha
- 2009 – „Normální malba“, výstavní síň Mánes, Praha (katalog)
- 2008 – „Krajina ústeckeho kraje“ – 3. ročník sympozia, Galerie XXL, Louny (katalog)
- 2008 – „Arskontakt“, Galerie Jižního křídla Nové radnice, Brno (katalog)
- 2008 – „Arskontakt“, Galerie Nejvyššího purkrabství Pražského hradu, Praha (katalog)
- 2008 – „Defenestrace“, Novoměstská radnice, Praha (katalog)
- 2008 – „Diplomanti AVU 08“, Národní galerie, Praha (katalog + DVD)
- 2008 – „Fifty–fifty“, Hala C, Praha (katalog)
- 2008 – „Juvent ars“, Zlatý dům evropské kultury, České Budějovice (katalog)
- 2008 – „Neprodané obrazy“, Galerie Benedikta Rejta, Louny (katalog)
- 2008 – „Opening show“, The Chemistry Gallery, Praha
- 2006 – „Ars kontakt“, Galerie Arskontakt, Galerie Katakomby Divadla Husa na provázku, Galerie Foyer Divadla Husa na provázku, Galerie SC, Brno (katalog)
- 2006 – „Arskontakt“, Galerie Vltavín, Nová Síň, Praha (katalog)
- 2005 – „Akty v akci“, Galerie S.V.U. Mánes Diamant, Praha (katalog)
- 2005 – „Sonda 2“, Galerie Anderle, Pelléova vila, Praha
- 2005 – „Sonda 1“, Galerie Anderle, Pelléova vila, Praha
- 2004 – „Bohnice VI“, klub V. kolona – Bohnice, Praha
- 2003 – „Bohnice V“, „A zas něco!“, klub V. kolona – Bohnice, Praha
- 2002 – „Bohnice IV“, „Odjinud jinak“, klub V. kolona – Bohnice, Praha
- 2002 – „Mladý maso“, Galerie hlavního města Prahy, Dům U Zlatého prstenu, Praha
- 2002 – „Salon mladých“, galerie Atrium, Praha
- 2000 – „VŠVH Žáci“, Galerie V Zahradě, Kolín (brožura)

## Zastoupen ve sbírkách
- Adolf Loos Apartment and Gallery
- Museum of young art (ARTBANKA)
- Národní galerie v Praze
- dvorakSec contemporary
- Státní sbírka města Chrudim

## Soukromé sbírky
- Česká republika
- Slovenská republika
- Německo
- Švýcarsko
- Španělsko

## Kurátorské projekty
- 2010 – „Fanatique art show“, Galerie Kotelna, Říčany (katalog)
- 2009 – „Definice krásy“, Galerie S.V.U. Mánes Diamant, Praha (katalog)

## Symposia
- 2008 – „Sympozium Krajina ústeckého kraje“, Smolnice

## Knihy
- 2022 - Srp, Karel. Jan Gemrot: Observace. Praha: Adolf Loos Apartment and Gallery, 2022. ISBN 978-80-908611-0-7.

## Samostatné katalogy
- GEMROT, Jan. Jan Gemrot: something. Text Rea Michalová. Praha: REA ARTE, 2011. ISBN 978-80-904709-5-8.

## Zajímavosti
Roku 2008 se podílel na natáčení krátkého dokumentárního filmu Vetřelci a volavky o historii a současném stavu uměleckých děl vytvořených v letech 1968–1989, pro který vytvořil animace a plakát.